# باترووتسی
باترووتسی (به صربی: Batrovci) یک منطقهٔ مسکونی در صربستان است که در Šid Municipality واقع شده‌است. باترووتسی ۲۹٫۵۳ کیلومتر مربع مساحت و ۲۵۹ نفر جمعیت دارد و ۸۲ متر بالاتر از سطح دریا واقع شده‌است.